# Impatiens cornigera
Impatiens cornigera är en balsaminväxtart som beskrevs av George Arnott Walker Arnott. Impatiens cornigera ingår i släktet balsaminer, och familjen balsaminväxter. Inga underarter finns listade i Catalogue of Life.